# Boa Vista do Cadeado
Boa Vista do Cadeado è un comune del Brasile nello Stato del Rio Grande do Sul, parte della mesoregione del Noroeste Rio-Grandense e della microregione di Cruz Alta.